# Oiospermum involucratum
Oiospermum involucratum là một loài thực vật có hoa trong họ Cúc. Loài này được (Nees & Mart.) Less. mô tả khoa học đầu tiên năm 1829.